# Piasecznica (dopływ Omulwi)
Piasecznica – rzeka w środkowej Polsce, lewobrzeżny dopływ Omulwi o długości 38,67 km i powierzchni zlewni 150,13 km². 
Źródła rzeki znajdują się niedaleko Piaseczni. Uchodzi do Omulwi w pobliżu Ostrołęki.